# The Philosophers – Wer überlebt?
The Philosophers – Wer überlebt? (Originaltitel: After the Dark) ist ein US-amerikanischer Science-Fiction-Film von John Huddles aus dem Jahr 2013. Der Film entstand in Zusammenarbeit mit den Produktionsstudios An Olive Branch Productions und SCTV. In dem Film geht es um ein Gedankenexperiment von Philosophiestudenten, das außer Kontrolle gerät. Seine Premiere feierte der Film auf dem Neuchâtel International Fantastic Film Festival 2013.

## Handlung
Die Schüler einer internationalen Schule für Hochbegabte in Jakarta stehen kurz vor ihrem Abschluss. Ihr Philosophielehrer Mr. Zimit lädt die 20 Schüler zu einem letzten Gedankenexperiment ein: Sie sollen sich vorstellen, dass eine nukleare Katastrophe die Apokalypse auslöst. Die letzte Chance wäre ein Bunker, der ein Jahr lang den Überlebenden Schutz bietet. Das einzige Problem ist, dass er nur für zehn Personen ausreichend ist. Mr. Zimit stellt seine Klasse vor die Aufgabe, dass sie selber entscheiden soll, wer in den Bunker darf. Dafür werden den Schülern Berufe und persönliche Eigenschaften zugeteilt, die zu rationalen Entscheidungen verhelfen sollen. Doch die Schüler werden auf eine harte Probe gestellt und schnell bekommt das Experiment eine kritische Eigendynamik. Der erste Durchlauf des Experiments scheitert daran, dass Mr. Zimit nach einer rein emotionalen Entscheidung aus dem Bunker ausgeschlossen wurde und die Insassen so den Bunker nicht verlassen können, da er der Einzige war, der den Code für die Ausgangstür des Bunkers kannte. Im zweiten Versuch öffnet Zimit die Bunkertür noch, während die Welt radioaktiv verseucht ist, und tötet so die Insassen. Grund für seine Entscheidung war, dass sich die Anwesenden weigerten, zum Zwecke der Sicherung des Fortbestandes der Menschheit mit allen anderen zu schlafen. Im dritten Durchlauf übernimmt Petra die Leitung des Experiments. Sie wählt in Eigenregie die scheinbar nutzlosen Berufe. Doch so gelingt es der Gruppe, die Zeit durch Unterhaltung zu überbrücken und zu überleben. Nach einem „kurzen, aber kraftvollen“ Leben wählen sie den Freitod. Die Abschlusssequenzen zeigen drei Szenarien eines Gedankenexperiments. Zimit, der eine heimliche Beziehung mit Petra führte, begeht in einem Szenario Suizid, da sie die Affäre beendet hat, um mit ihrem Freund James gemeinsam an eine renommierte Hochschule zu gehen.

## Drehort
Die Dreharbeiten begannen am 25. Juni 2011 in Indonesien. Sieben Wochen lang wurde an Orten wie Belitung, Sumatra, am Bromo in Jawa Timur und am Prambanan-Tempel in Jawa Tengah gedreht. Der letzte Drehtag war am 18. August 2011 in Jakarta.

## Veröffentlichung
Der erste Trailer wurde im Februar 2013 veröffentlicht. Am 7. Juli 2013 wurde der Film auf dem Neuchâtel International Fantastic Film Festival in Neuchâtel, Schweiz, erstausgestrahlt. In Deutschland lief der Film zum ersten Mal am 21. August 2013 auf dem Fantasy Filmfest 2013. Der reguläre Kinostart in den Vereinigten Staaten war am 7. Februar 2014.
Der Film erschien am 18. Februar 2014 in Deutschland auf DVD und Blu-ray.
Seine deutschsprachige Free-TV-Premiere hatte der Film am 8. April 2015 auf ProSieben unter dem Titel The Philosophers – Die Bestimmung.

## Besetzung und Synchronisation
Die deutsche Synchronisation entstand unter der Dialogregie von Thomas Wolf bei der Synchronfirma Think Global Media GmbH in Berlin.
| Schauspieler       | Rolle     | Deutsche Synchronisation |
| ------------------ | --------- | ------------------------ |
| James D’Arcy       | Mr. Zimit | Alexander Doering        |
| Sophie Lowe        | Petra     | Nicole Hannak            |
| Rhys Wakefield     | James     | Michael Baral            |
| Bonnie Wright      | Georgina  | Kathrin Neusser          |
| Daryl Sabara       | Chips     | Daniel Montoya           |
| Freddie Stroma     | Jack      | Jan Kurbjuweit           |
| Katie Findlay      | Bonnie    | Marie Bierstedt          |
| Jacob Artist       | Parker    |                          |
| Maia Mitchell      | Beatrice  |                          |
| Philippa Coulthard | Poppie    | Maria Hönig              |
| George Blagden     | Andy      | Peter Posniak            |
| Erin Moriarty      | Vivian    | Maria Hönig              |
| Hope Olaide Wilson | Omosedé   | Heide Ihlenfeld          |
| Cinta Laura        | Utami     | Melanie Isakowitz        |

## Kritiken
„Ambitioniertes SciFi-Thrillerdrama in hübscher Ausstattung und exotischen Kulissen. Kein Actionfilm, auch wenn Endzeit auf dem Spielplan steht, eher ein philosophisches Gedankenspiel, das bebildert wird, als wäre es ein echter Überlebenskampf. In Halbzeit 2 rückt der Survival-Aspekt zusehends in den Hintergrund, und es wird ein Beziehungsdrama daraus. Trotzdem optimal geeignet für SF-Fans auf der Suche nach der anspruchsvollen Alternative. Vom Fantasy Filmfest.“

„(…) Alles in diesem Film ist jedoch so hübsch drapiert, die Schauspieler so schön und glatt, der Bunker so perfekt und steril, dass das Beklemmende, die Abgründe und Untiefen menschlichen Handelns einfach nicht aufkommen mögen. So bleibt nicht nur das Gedankenexperiment, sondern auch das filmische Experiment oberflächlich.“